# Barbie (divatbaba)

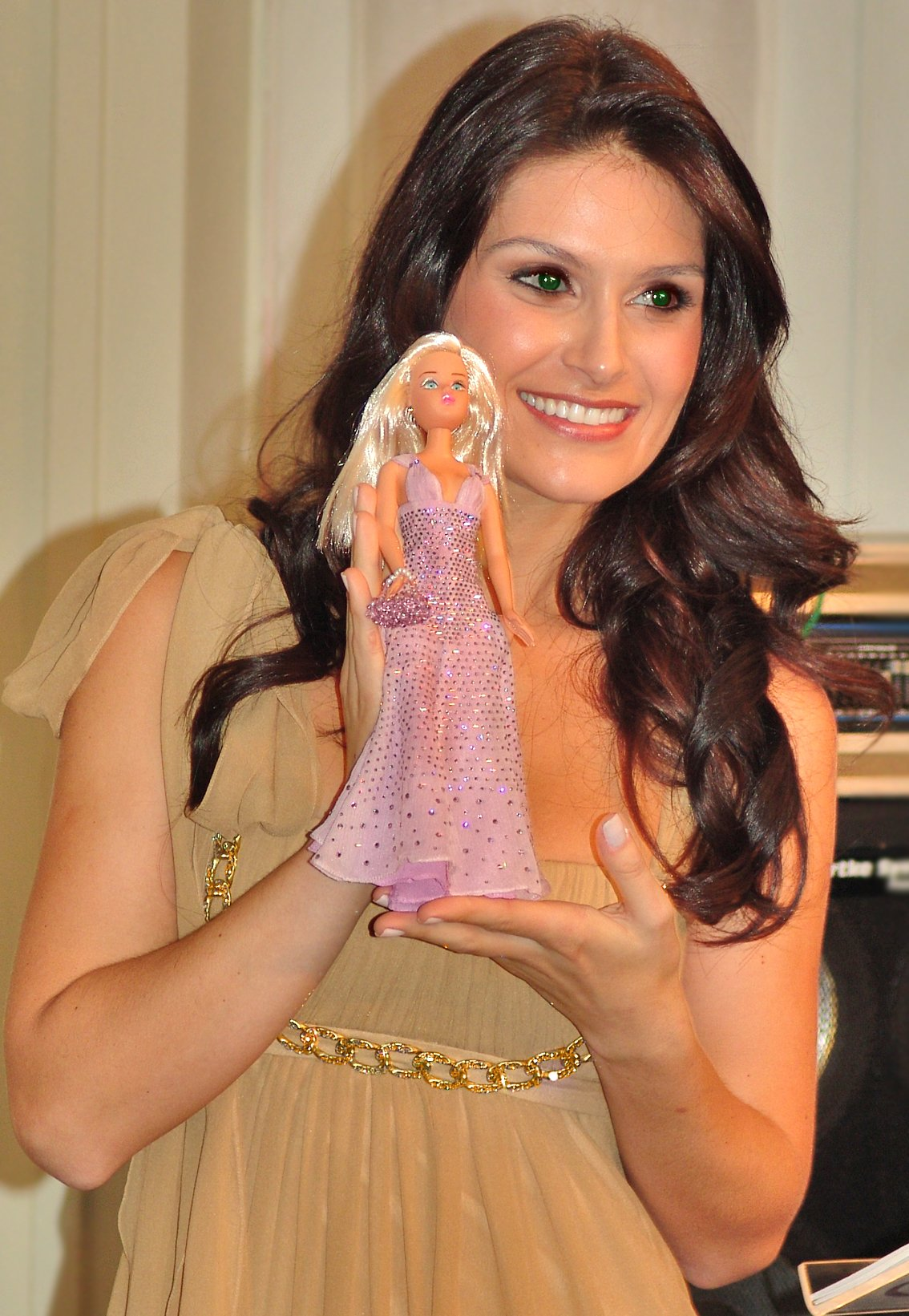
Egy Barbie baba Natália Guimarães kezében

Barbie egyike a legkelendőbb divatbabáknak. Előállítója a Mattel Inc; az 1959-ben indított játék mai napig jelentős bevételi forrása. A teremtőjének egy amerikai üzletasszonyt, Ruth Handlert (1916–2002) tartják, akit egy német baba, a Bild Lilli ihletett meg.
Barbie majd 50 éven keresztül volt a játékpiac fontos része, több vita és per témája, ami során több alkalommal parodizálták a baba köré épített fiktív életmódot. Megteremtése óta a Barbie-nak is egyre több konkurenciával kellett szembenéznie a saját kategóriájában.

## Története
Ruth Handler lánya, Barbara játékát figyelve vette észre, hogy gyermeke szereti a papírbabákat felnőtt ruhákba öltöztetni. Abban az időben a legtöbb gyermekjátékbaba gyermeket ábrázolt. Ruth ezt a piaci rést felfedezve megosztotta elképzelését egy felnőtt öltöztetőbabáról férjével, aki a Mattel játékvállalat egyik alapítója volt. A férfi azonban nem látott lehetőséget az ötletben.
Egy 1956-os európai út során, amit gyermekeikkel, Barbarával és Kennethtel tettek, Ruth rátalált egy német játékbabára, a Bild Lillire. A felnőtt alakú Lilli baba pont olyan volt, mint amilyen Handler képzeletében megjelent, ezért vett belőle hármat. Egyet a lányának adott, a többit pedig elvitte a Mattelhez. A Lilli baba egy népszerű képregényhősön alapult, akit Reinhard Beuthin rajzolt a Die Bild-Zeitung számára. Lilli öntudatos nő volt, aki tudta, mit akar és nem habozott lépéseket tenni álmai valóra váltásáért. A Lilli babát 1955-ben hozták forgalomba Németországban, és habár eredetileg nem gyerekjátékként került a polcokra, hamar kelendő lett a kislányok között, akik élvezték, hogy számos különböző ruhába lehetett öltöztetni.
Az Amerikai Egyesült Államokba való visszatérése után Handler asszony elkezdett dolgozni a baba dizájnján a tervező Jack Ryan (Gábor Zsazsa 6. férje) közreműködésével. A baba új nevet kapott: Ruth lánya után Barbie lett. Debütálása a New York-i American International Toy Fairen zajlott 1959. március 9-én. Ezt a napot szokás Barbie hivatalos születésnapjaként emlegetni. A Mattel megvette a jogokat 1964-ben a Bild Lilli babához, amit követően a Lilli gyártását beszüntették.
Az első Barbie baba fekete és fehér zebracsíkos úszódresszt hordott, és lófarokba fogott frizurát; két verzióban volt kapható: szőke és barna hajjal. A baba, mint „Tinédzser divat-modell” került forgalomba, a ruháit a Mattel divattervezője: Charlotte Johnson kreálta. Az első Barbie-kat Japánban gyártották le, a ruháikat is ott varrták. Az első évben körülbelül 350 000 darabot adtak el.
Ruth Handler számára fontos volt Barbie felnőtt megjelenése annak ellenére is, hogy a piaci kutatások kimutatták, jó pár szülő volt elégedetlen a baba mellei miatt, amik a játék testarányait tekintve határozottan egy felnőtt nő kebleihez hasonlóak voltak. (Barbie-t, hasonlóan sok más modellhez, a valóságos mérethez képest 1:6 arányban kicsinyítve gyártják.)
Barbie megjelenését sokszor változtatták. Az egyik legjellegzetesebb módosítás, mikor 1971-ben a babák szemét átfestették, így a pillantása inkább előre esett, nem oldalra nézett, mint az eredeti modell.
Barbie egyike az első játékoknak, amik szervezett marketingstratégiával rendelkeztek. Hírnevét a széles körben sugárzott televíziós reklámok is terjesztették, ami aztán sok más játék ilyen reklámozásához is ötletadó, inspirációs forrás volt. Szerte a világon milliárdnyi Barbie babát adtak el több mint 150 országban, így Magyarországon is. Ezért mondhatta Mattel, hogy minden másodpercben három Barbie-t vásárolnak valahol.
A babához különféle egyéb árucikkeket is forgalmaznak, mint például könyveket, videójátékokat és főszereplésével animációs film is készült. Csaknem egyedülálló módon lett kulturális ikon. 1974-ben a Times Square egyik szekciója egy héten keresztül felvette a Barbie Boulevard nevet. Andy Warhol 1985-ben képet festett róla.

## Fiktív életrajz
Barbie teljes neve Barbara Millicent Roberts. Az 1960-as években a Random House által kiadott regénysorozatban a szüleit George és Margaret Robertsként nevezik meg Willowsból, Wisconsin egy képzelt városából. Vőlegénye az 1961-ben megjelent Ken (Ken Carson).
Barbie-nak több mint 40 háziállata volt eddig, köztük kutyák, macskák, lovak, egy pandamackó, egy oroszlánkölyök, és egy zebra. Rózsaszín kabrioleteket, utánfutókat és dzsipeket, lakókocsikat és hajókat is beleértve sokféle járművet birtokolt. Ezen felül van pilótaengedélye és kereskedelmi repülőgépet is tud vezetni, amellett, hogy légiutas-kísérő is volt.
Barbie karrierjeit változatosra tervezték, hogy megmutassák a nők sokféle szerepet képesek felvenni az életben. Így került forgalomba a Miss Astronaut Barbie (1965), Barbie doktor (1988) és a Nascar Barbie (1998).
A Mattel Barbie-nak sok társat is megalkotott, így a spanyol Teresát, a barna hajú Whitneyt, az 1963-ban megjelent Midge Hadleyt, a fekete bőrű Christie-t és Stevent (Christie barátját) és az ázsiai Marinát. Családtagjai közé tartoznak testvérei, a tinédzserkorú Skipper, a tíz év körüli ikrek, Stacy és Todd, a kislány Shelly, valamint unokatestvérei, Kelly Krissy és Francie.
Miután 2004-ben szakítottak Kennel, Barbie egy ausztrál szörfös, Blaine karjaiban találta meg újra a szerelmet. 2011-ben visszataláltak egymáshoz Kennel.

## Viták
Barbie népszerűsége folytán tüzetes vizsgálat alá vették, milyen hatással van a nyugati gyerekek játékára. A kritikák gyakran alapulnak azon a feltevésen, hogy a kisgyermekek Barbie-t szerepmintának találják és megpróbálják majd utánozni őt.
- 2003 szeptemberében Szaúd-Arábia törvényen kívül helyezte a Barbie babák eladását, mert az nem felelt meg az iszlám szellemiségnek. A muzulmán országokban nagy népszerűségnek örvend a Barbie-hoz hasonló, de a vallási előírásoknak megfelelően öltözködő Fulla baba.[8]
- A „Barbie” szó elérte, hogy sértő szleng-kifejezésként alkalmazhassák lányra, vagy nőre. Jelentése ebben az értelemben sekélyes, buta szépség. Ezen alapult az Aqua dán együttes 1995-ös Barbie Girl című száma.
- 1992 júliusában a Mattel kibocsátotta a Teen Talk Barbie-t, ami sok különböző kifejezést volt képes elmondani, köztük a „Vajon elég ruhánk lesz?”, „Szeretek vásárolni”, „Rendezünk egy pizza partyt?” mondatokat. Minden babát arra programoztak, hogy négyet tudjon a 270 lehetséges mondatból, így kerülve el hogy két termék egyforma legyen. A 270 frázis egyike „A matek nehéz!” kijelentés volt. Bár csupán minden eladott baba 1,5%-a ismételgette, a jelenség kivívta a American Association of University Women női egyesület felháborodását. 1992 októberében a Mattel kijelentette, hogy a Teen Talk Barbie szókészletéből eltávolítják ezt a mondatot és felajánlott egy cserét bárkinek, aki rendelkezik ilyen típusú játékkal, és szükségesnek érzi a változást.[9]
- Barbie leggyakoribb kritikája, hogy irreális elképzelést fogalmaz meg a női test ábrázolásáról, ami annak a kockázatához vezet, hogy azok a nők, akik hasonulni próbálnak hozzá, anorexiássá válhatnak.
- A színes bőrű Barbie-k közül elsőként Francie debütált 1967-ben, mindazonáltal ő nem egy eredetileg is erre tervezett modell volt, hanem csupán a fehér Francie baba színesbőrű változata. Nem voltak afrikai arcvonásai, amikre a későbbiekben külön öntőformát készítettek. Így a valódi első fekete Barbie-nak általában Christie-t tartják, amit 1968-ban mutattak be.

## Természetvédelmi vonatkozások
A babák csomagolásához kivágott fák miatt csökken több veszélyeztetett faj, például a szumátrai tigris élőhelye.

## Lásd még
- Barbie (film)